# リトル・オーサカ
リトル・オーサカ（英: Little Osaka）は、アメリカカリフォルニア州ロサンゼルスのダウンタウンとサンタモニカの中間にあるソーテル (Sawtelle) 通りにある日本人街の通称。リトル・オーサカと呼ばれるようになった経緯は、大阪府出身者が多く集まっているという訳ではなく、リトル・トーキョーよりも西の方角に位置している日本人街という理由による。

## 概要
ソーテルには1910年代に日系1世が移住し始め、主に造園業などで生計を立てて居住していた。第二次世界大戦時には強制収容所に入れられていたが、終戦後に収容所から出た日系人はソーテルへ戻って寺院や学校を建設し、飲食ビジネスなども確立した。それが現在のリトル・オーサカの原点となっており、ソーテル通り沿いの数ブロックの範囲内には、日系のスーパーマーケットや日本食のレストラン、寿司店、ラーメン店、美容室、カラオケボックス、旅行会社などが軒を連ねている。
2015年3月にはロサンゼルス市議会が「ソーテル・ジャパンタウン」と命名し、看板を設置してセレモニーを行った。